# Миза Мууга
Миза Мууга (ест. Muuga mõis, нім. Munkenhof), яка в середні віки належала монастирю Піріта, вперше згадується в 1526 р. З середини XVII ст. до 1796 р. миза перебувала у володінні дворянського роду Цьоге фон Мантейфелів.
В 1860 р. мизу, у якій ще не було представницьких будівель, придбав відомий художник-портретист Карл Тимолеон фон Нефф, який працював з 30-х років XIX ст. в Петербурзі. Нефф був академіком Академії мистецтв в Петербурзі, придворним художником російського царя і почесним членом флорентійської Академії мистецтв. Він писав безліч картин для імператорських палаців, а також церков Петербурга, Москви, Лондона.
Пишну двоповерхову споруду в стилі неоренессансу було зведено за проектом самого художника фон Неффа в 1866-72 рр. Розпис у багатьох приміщеннях також був зроблений самим митцем, а в деяких — його сином Генрихом фон Неффом. Ясно-сірі мармурові сходи у вестибюлі — подарунок російського імператора Олександра II.
Садиба належала фон Неффам до 1940 р. Велетенську художню колекцію Неффів після другої світової війни було перевезено до Естонського художнього музею. З 1944 р. в колишньому панському будинку працює школа, в 1987-94 рр. будинок було капітально відреставровано.